# حشره‌خوار درختی کوهی
حشره‌خوار درختی کوهی(نام علمی: Tupaia montana) نام یک گونه از تیره حشره‌خوار درختی سنجابی است.